# 畏兀儿
畏兀儿（維吾爾語：ئۇيغۇر‎），古代為突厥語民族中的一支，先祖源自原居蒙古高原的回鹘，進入今新疆一帶後，與當地原有民族混居，將其突厥化後形成的民族名稱，被蒙古帝國稱為畏兀儿，後世稱為維吾爾族。
畏兀儿來自突厥語 Uighur 的音譯，即漢語所說的回紇或回鶻。畏兀儿是元朝對高昌回鶻國的漢語稱呼，在元代后的称呼，以上译名的变化是由于汉语本身的語音變化造成的，而在不同时期的突厥语文献中，此族名均无变化。
回紇原是鐵勒一部，与僕骨、同羅、拔野古等部一样；後來回纥强大，遂将这些源自铁勒的部族統稱为外回鶻。回紇人在唐德宗贞元四年（788年）要求将其汉字改爲“回鶻”，象其族有“鶻鷹”般的勇猛，因而唐中期以后便称其作回鹘人。當時的吐蕃人則把回鹘人和之前的突厥、之后的蒙古等游牧民族统稱為霍爾（藏語：ཧོར་，威利转写：Hor）。
在七世纪初期，回紇在唐朝的北方建立強大的政权，對中國歷史有深遠的影響。公元744年，回紇怀仁可汗联合唐朝击败后突厥，一统北方草原铁勒诸部。
《宋史·高昌传》记载称高昌回鹘，称甘州有可汗王，西州有克韩王，新复州有黑韩王，而不是北魏隋唐以来的汉人所建的高昌国（早已在640年灭亡）。
在蒙古帝國時期，回鶻加入蒙古，察合台汗国下的一支葛逻禄人和蒙兀兒人攻取高昌回鹘属地之后，讲突厥語系察合台语的葛逻禄人同化了當地民族（當地人應屬東伊朗語支）形成今日的維吾爾人的主幹。
元代有多種譯法：畏兀儿、畏吾儿、伟兀、伟吾而、卫吾、委兀、外五、瑰古、乌鹆、畏午儿等。 學界習慣稱呼為高昌回鶻，日本學者慣稱之為西州回鶻，他們是聯族，意思是聯盟，祖先是由烏揭人與丁零人組成，即唐朝的回紇人。今天裕固族的祖先在元朝被称为撒里畏兀尔。维吾尔族從1922年（蘇聯境內）和1934年（中國境內）開始宣稱其爲自己祖先 。

## 漠北回鹘汗国
回鹘汗国是由回鹘人在今蒙古高原建立的国家。
回鹘，源自古代突厥語民族部落，原是由鐵勒與烏揭（烏古斯人）組成的聯盟，部族共分十九姓，通行与古突厥语仅存在方言差异的回鹘语，早期使用突厥文字，后改用源自粟特字母的回鹘字母记录文字。《舊唐書·迴紇列傳》記載，回紇本为藥羅葛、胡咄葛、啒羅勿、貊歌息訖、阿勿嘀、葛薩、斛嗢素、藥勿葛、奚邪勿等九姓部落联盟，其可汗出自藥羅葛氏；後來回紇擊破拔悉密、葛邏祿兩部，統號十一部落。当时的突厥汗國在古突厥文中習慣稱呼回紇人为 Toquz-oghuz，意即“九姓乌古斯”，“乌古斯（oghuz）”在古突厥语中有“部落”、“联盟”、“姓”之意。有人则认为回纥的族名为古突厥语的Uyghur，意為團結、同盟輔助，见于《磨延啜碑》有十回紇和九烏古斯（九姓）的记载。而另一解释称，回紇族名的词源为oigur，是森林中人與十個游牧氏族。
维吾尔族先民的主体是隋唐时期的回纥人，活动在蒙古高原，曾经有乌护、乌纥、袁纥、韦纥、回纥等多种汉译名称。回纥人为了反抗突厥的压迫和奴役，联合铁勒诸部中的仆固、同罗等部组成了回纥部落联盟。744年，统一了回纥各部的首领骨力裴罗受唐朝册封。788年，回纥统治者上书唐朝，自请改为“回鹘”。840年，回鹘汗国被黠戛斯攻破，回鹘人除一部分迁入内地同汉人融合外，其余分为3支：一支迁往吐鲁番盆地和今天的吉木萨尔地区，建立了高昌回鹘王国；一支迁往河西走廊，与当地诸族交往融合，形成裕固族；一支迁往帕米尔以西，后分布在中亚至今喀什一带，与葛逻禄、样磨等部族一起建立了喀喇汗王朝。回鹘人相继融合了吐鲁番盆地的汉人、塔里木盆地的焉耆人、龟兹人、于阗人、疏勒人等，构成近代维吾尔族的主体。元代，维吾尔族先民在汉语中又称畏兀儿。

## 西迁后的畏兀儿

### 甘州回鹘
甘州回鹘，因居住于河西走廊，又称河西回鹘。9世纪回鹘分裂后，迁居河西的回鹘人所建。黄巢之乱后，唐朝名存实亡，归义军丧失对甘州、肃州及其以东地区的控制力，回鹘在甘州建立牙帐。国主自称可汗。1036年，被西夏李元昊吞并，迁入瓜州和青海北部，又称黄头回纥。他們有一名察罕回鶻，即是白回鶻。《宋史·回鶻传》就是记载的甘州回鹘，称甘州有可汗王，西州有克韩王，新复州有黑韩王。蒙古灭亡西夏後，黄头回纥归附蒙古，成了撒里畏吾儿（裕固族的祖先）。宋人根据其驻地分称秦州回鹘，涼州回鹘，贺兰山回鹘，肅州回鹘，瓜州回鹘，沙州回鹘。

### 高昌回鶻的歷史

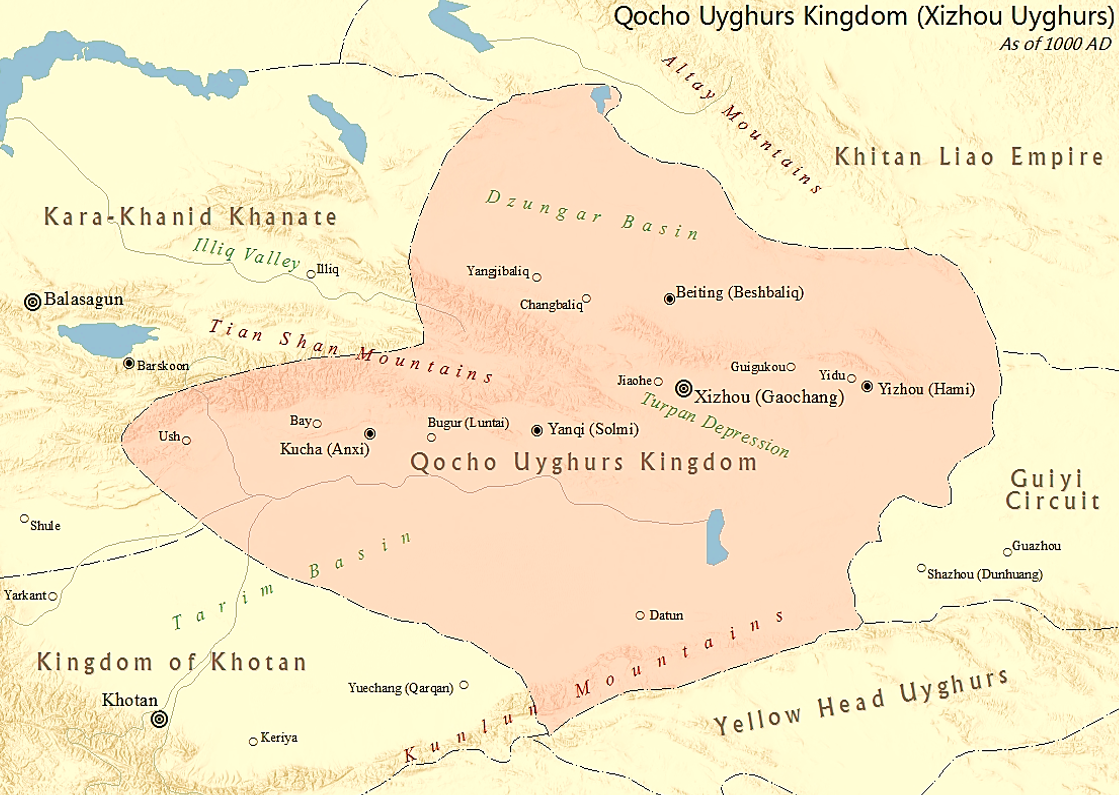
高昌回鶻，公元1000年

回鶻人在蒙古草原取代后突厥汗国而興起，到840年被黠戛斯人擊破後，一部分遷移到高昌城建國，即漢文史籍所稱的高昌回鶻。穆斯林史家稱為托古茲古茲。他們的國王名為亦都護（即幸福之主，「亦都護」原來是拔悉密人領袖的名號）。
高昌回鹘立國之初，國勢大盛（僕固俊部下拓跋懷光斬吐蕃人論恐熱），北達阿爾泰山，南越羅布泊，西南至喀什。其重心是在新疆東部的別失八里與高昌。別失八里是夏宮，高昌是冬宮，轉向半農牧和商業的生活。先是成為辽朝（契丹）的屬國，後成為西遼的屬國。西遼派一位沙黑納（太師僧少監）監督政事，這位少監不斷逼迫畏兀兒，國王巴而朮·阿兒忒·的斤在1209年襲殺少監，投降成吉思汗。他因此成為成吉思汗的第五子。畏兀兒是第一個和平併入蒙古的定居國家，對蒙古帝國的架構大有影響，他們是帝國的出色管理者。
大元帝国與察合台汗國及窩闊台汗國交戰，畏兀兒人首當其衝，受到重大破壞。吐魯番被察合台汗國攻陷，亦都護帶著大量部眾遷居大元帝国境內。元末開始，畏兀兒之地漸漸被伊斯蘭化的東察合台汗國佔領，以王族亦都護家族爲代表的拒絕伊斯蘭化的畏兀兒人東遷甘肅永昌一帶，大部分同化於漢族等其他民族，一部分成為裕固族的一大族源，留在原地的畏兀兒人慢慢被察合台人同化而消失成為維吾爾人族源之一。畏兀兒人曾经居住的地方历史上被称为维吾尔斯坦（主要指北疆，而不包括南疆喀什等地的阿爾蒂沙爾）。
湖南省桃源縣的維吾爾人先世就是明初投靠朱元璋的畏兀兒人哈勒巴士。
一部分畏兀兒隨蒙古人西征留在中亞成為烏茲別克族一個族源。

### 乜克力
唐朝時，河西節度使下轄莫離軍，駐紮在哈密附近。而這個莫離就是滅乞里（mekrid）在唐代的音譯。《唐會要》記載「莫離軍，本月氏舊國」。莫離軍的軍人也基本上以月氏後裔、吐谷渾羌人為主。又作磨可裏、滅乞裏、麥克零。
這一支軍隊在唐朝滅亡後，先亡入吐蕃又亡入高昌回鶻，逐漸與畏兀兒同化。《史集》記載滅乞里的首领将女儿进献给成吉思汗为妃，这就是后来被窝阔台收继的木哥皇后。在元朝時，滅乞里已經被稱為畏兀兒人了。明朝時，常在哈密國周邊搶掠，乜克力也被明朝稱為「野乜克力」。因其同西域的畏吾儿类似，乜克力部也被蒙古人称为「委兀儿趁」、“畏兀慎”，意为“类畏吾儿”。
16世纪（明朝中后期）游牧的乜克力部还与达延汗争夺蒙古高原的霸权，亦思马勒和癿加思兰等人最后被击败，卜儿孩退居青海。

## 文化

### 回鹘字母的创制
回鹘汗国时期（744年－840年），回鹘人与粟特人之间的商业、文化交流增多有很大关系。 由于受粟特文的影响，回鹘人开始采用粟特字母来拼写语言，并最终形成了回鹘字母。 
1950年代在今蒙古国乌布苏省图尔根苏木发现的乌兰浩木碑，是迄今所见最早的回鹘字母文献。
回鹘字母的多个各个时期不尽相同，至少为18个，最多达23个。23个字母中有5个字母表示8个元音，18个字母表示22个辅音。在早期文献中有的字母表示 两个以上的语音，在后续文献中才在相应字母左方或右方加一个点或两个点对准的区别。字母分词首，词中，词末等形式。有句读符号。在摩尼教文献中止句读符号上加红色圆圈。之前使用对称方形的四个点偏移。有印刷体和书写体。书写体又分楷书，草书两种。楷书用作经典，草书用作一般文书。行来是由右往左横写，后期则替换从左往右竖写。本来粟特字母是由右至左横写，行数从上至下。然而，回鹘文却转了逆时针90度，变成从上到下写直书，行数从左到右。其后的蒙古文，满文皆跟随回鹘文的书写方向。无法知道为什么出现这种改变。但学者们认为这是为了行文和直书的汉文相适应而发生的变化。

### 引用
1. ↑  《魏书·高车传》记为袁纥
2. ↑  《隋书·铁勒传》记作烏護
3. ↑  《新唐书》又作烏紇
4. ↑  刘志霄. . 民族出版社. 1985.
5. ↑  Brown, Keith; Ogilvie, Sarah, , , Elsevier: 1143, 2009, ISBN 978-0-08-087774-7.
6. ↑  Hahn 1998，第379頁
7. ↑  《旧唐书》卷一九五《回纥传》
8. ↑  在《阙特勤碑》的突厥文碑文中，把回纥诸部称为“九姓乌古斯”
9. ↑  磨延啜碑（全文 （页面存档备份，存于））
10. ↑  王宗维：《高昌回鹘亦都护家族及其迁居永昌始末》，《新疆社會科學》(新疆社會科學院，1989年第2期)
11. ↑  賈從江：《元代畏兀兒遷居永昌事輯》，《西域研究》(新疆社會科學院歷史所，2002年第4期)
12. ↑  鍾進文：《裕固語地名“西至哈至”考釋》，《西北史地》(蘭州：西北史地雜誌編輯部，1997第2期)
13. ↑   . 维基文库. 南京: p. 卷三百二十九 （中文）. 哈密故有回回、畏兀兒、哈剌灰三種，北山又有小列禿、乜克力相侵逼
14. ↑   大明憲宗純皇帝實錄. : 卷二百四十八. 甘肅總兵官署都督同知王璽等奏哈密部落野乜克力因避土魯番之害徙居甘肅境外屢掠鎮番等境蹤跡詭秘不可不防
15. ↑  罗卜藏丹津. . : 353  [2023-10-23]. （原始内容存档于2022-08-15）. 其后，达延克汗讨伐畏兀惕的亦思马勒时…

## 延伸阅读
[在维基数据编辑]